# Позамантерија
Позамантерија је назив за сву робу и помагала која се користе у процесу шивења (изузимајући материјале, поставе и сл).
У позамантерију спадају:
- Конац,
- Конац за вез,
- Игле (за ручно и машинско шивење, плетење, вез, криве игле),
- Рајсфершлуси,
- Ластиш,
- Дугмад,
- Нараменице,
- Украсне траке (украсне, сатен, органдин, плиш, за завесе, галон, тапетарске, капитал траке),
- Гуртне,
- Шујташи,
- Учкури,
- Маказе,
- Шпулне за машине за шивење,
- Чункови,
- Шпенадле,
- Паралице,
- Радле,
- Напрстак,
- Копче,
- Ринглице,
- Дрикери,
- Шнале,
- Кројачки лењир,
- Кројачка креда
- Кројачки метар итд.